# Emiliano Zapata (La Preciosa)
Emiliano Zapata är en ort i Mexiko.   Den ligger i kommunen Salto de Agua och delstaten Chiapas, i den sydöstra delen av landet, 800 km öster om huvudstaden Mexico City. Emiliano Zapata ligger 70 meter över havet och antalet invånare är 115.
Terrängen runt Emiliano Zapata är kuperad norrut, men söderut är den bergig. Runt Emiliano Zapata är det ganska tätbefolkat, med 67 invånare per kvadratkilometer. Närmaste större samhälle är Petalcingo, 19,7 km söder om Emiliano Zapata. I omgivningarna runt Emiliano Zapata växer i huvudsak städsegrön lövskog.